# Farro verde

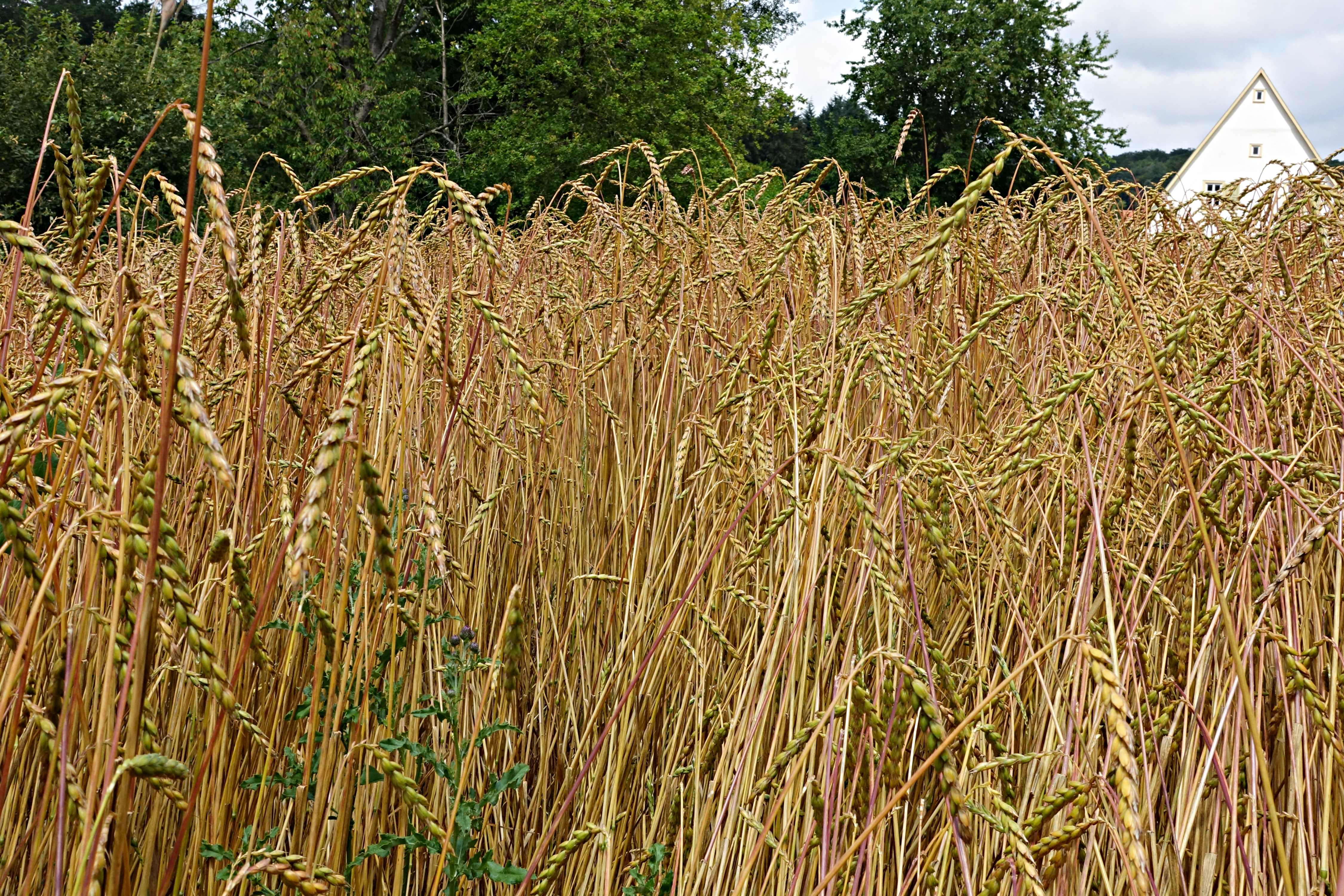
Spighe di farro, da cui il farro verde è prodotto

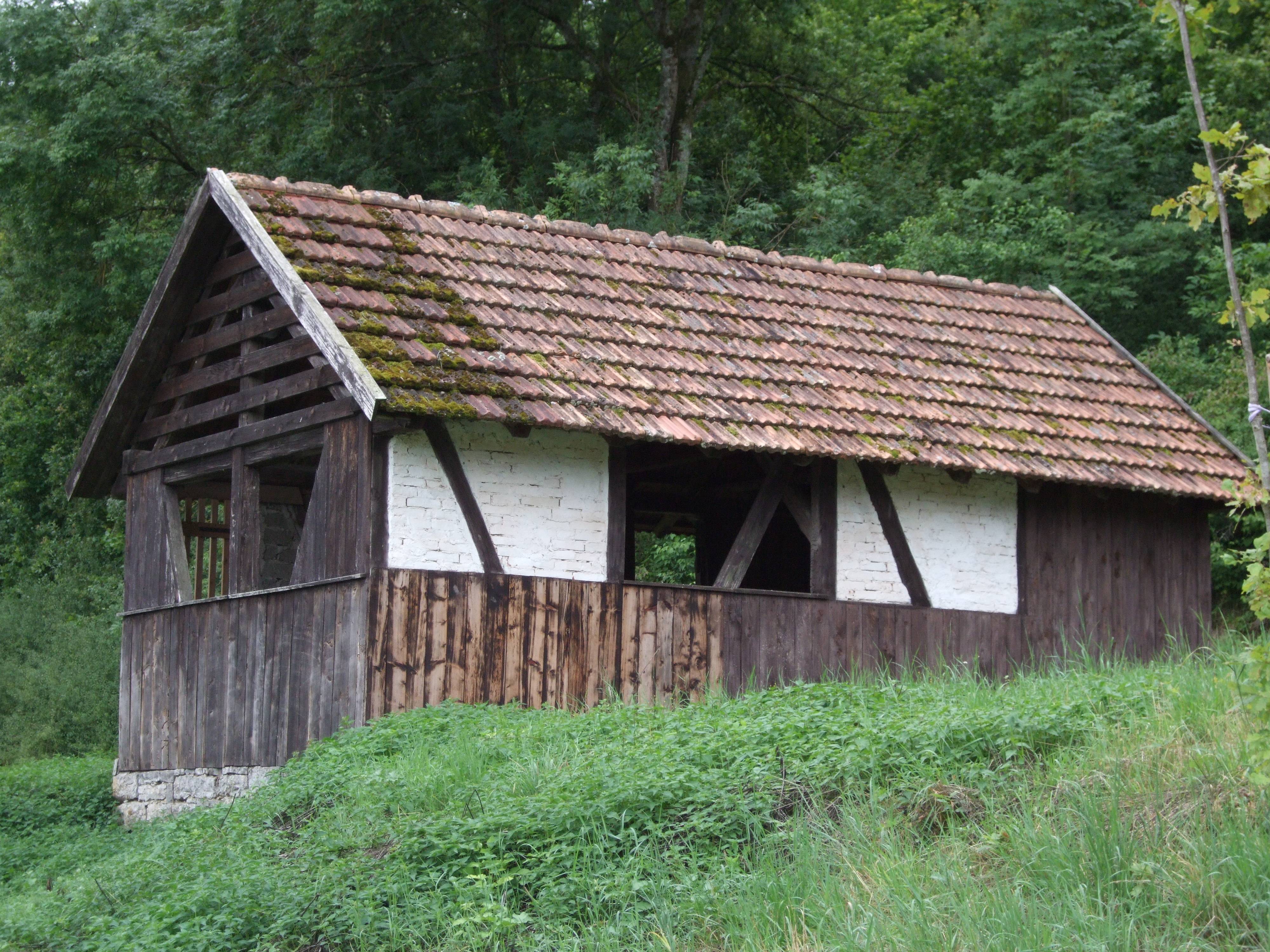
Casa tradizionale per l'essiccazione nel Baden-Württemberg

Il farro verde (in tedesco; Grünkern ou Badischer Reis) è una varietà di frumento (Triticum spelta) che viene raccolto in una fase precoce di maturazione e poi asciugato, ancora verde, con l'utilizzo del fuoco o essiccato industrialmente.

## Storia
La coltivazione del farro verde è un'antica tradizione contadina principalmente nella Franconia bavarese e del Baden-Württemberg dove da sempre si coltiva la varietà locale di farro Bauländer Spelz.
Per migliorare e valorizzare la produzione tradizionale di questa varietà autoctona, grazie alla Vereinigung Fränkischer Grünkernerzeuger (Associazione dei produttori del Grünkern della Franconia), nel luglio 2010 è stato costituito un Presidio di Slow Food Grünkern della Franconia.
Nell'aprile 2015, a livello europeo la denominazione Fränkischer Grünkern è stata riconosciuta come denominazione di origine protetta (DOP).
Dal 1978, ogni anno alla fine dell'estate si svolge la sagra del Fränkischer Grünkern a Kupprichhausen, frazione del comune di Boxberg. Esiste anche una pista ciclabile dedicata al Grünkern, lunga circa 100 km.